# Gustav Heinrich Wiedemann
Gustav Heinrich Wiedemann (født 2. oktober 1826 i Berlin, død 23. marts 1899) var en tysk fysiker, far til Eilhard og Alfred Wiedemann. 
Wiedemann studerede fysik og kemi i Berlin, især under Gustav Magnus. I 1854 blev han professor i fysik ved Universitetet i Basel, 1863 i Karlsruhe og 1871 professor i fysisk kemi ved Universitetet i Leipzig. Senere ombyttede han stillingen med professoratet i fysik sammesteds. Af Wiedemanns fysiske arbejder må nævnes: 1853 en række målinger sammen med Franz af metallers varmeledningsevne og dennes forhold til den elektriske ledningsevne, 1856 undersøgelser over elektriske forhold ved væskers bevægelse gennem porøse vægge (elektrisk endosmose) og omtrent på samme tid arbejder over forbindelsen mellem jernets magnetiske og mekaniske forhold. 
Mere kendt blev Wiedemann dog ved sin redaktørvirksomhed. 1860 begyndte han på sin store håndbog Die Lehre vom Galvanismus und Magnetismus. I tredje udgave ændredes titlen til Die Lehre von der Elektricität, der i 2. (4.) udgave (Braunschweig 1893—98) fylder 4 meget store bind. Ved Poggendorffs død 1877 overtog Wiedemann redaktionen af Annalen der Physik und Chemie, Tysklands ældste og anseligste fysiske tidsskrift, samt af de samme år begyndte Beiblätter, der indeholder en meget udførlig litteraturoversigt. Tidsskriftet blev fra 1893 redigeret af Wiedemann og sønnen Eilhard i forening; ved faderens død gik redaktionen over til Paul Drude, og navnet forandredes samtidig til "Annalen der Physik".